# Vacuna contra la poliomielitis
En todo el mundo, se emplean dos tipos de vacuna contra la poliomielitis. La primera fue desarrollada por Jonas Salk, probada por primera vez en 1952 y dada a conocer el 12 de abril de 1955. La vacuna Salk contra la poliomielitis consiste en una dosis inyectada de poliovirus inactivados o muertos (IPV). La segunda vacuna fue una vacuna oral desarrollada por Albert Sabin usando poliovirus atenuados (OPV). Los ensayos clínicos de la vacuna Sabin iniciaron en 1957 y fue autorizada en 1962.
Por medio del uso de las dos vacunas se ha logrado la erradicación de la poliomielitis en la mayor parte del mundo y se ha reducido la incidencia de 350 000 casos estimados en 1988 a 37 casos reportados en 2016.

## Tipos de vacunas contra la poliomielitis

### Vacuna Salk

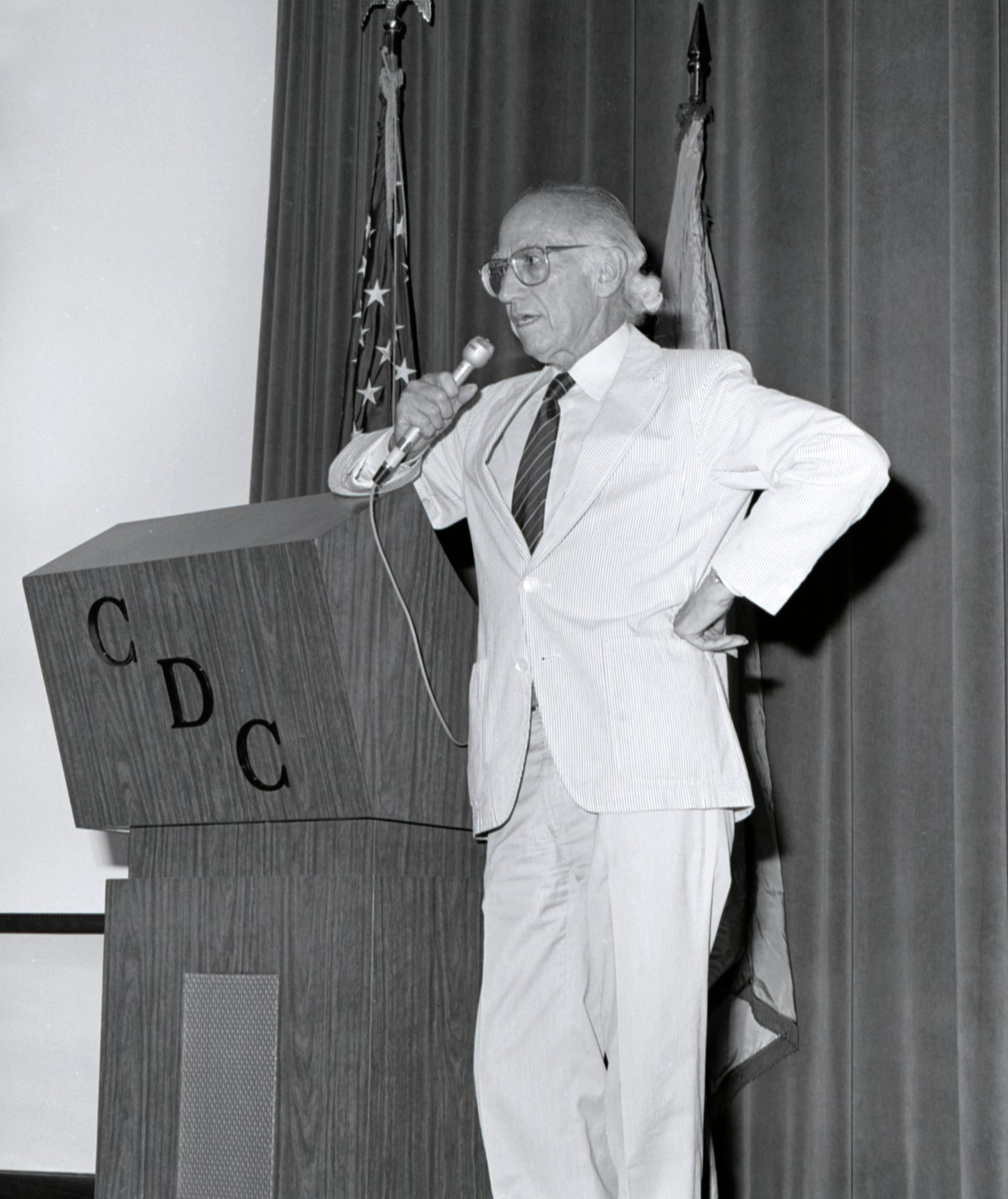
Jonas Salk.

La vacuna Salk o vacuna de poliovirus inactivados en tres variedades de referencia que son Mahoney (poliovirus tipo 1), MEF-1 (poliovirus tipo 2) y Saukett (poliovirus tipo 3). Los virus son cultivados en células Vero provenientes de tejido epitelial renal de mono y son inactivados posteriormente con formol. La vacuna Salk inyectada confiere inmunidad mediada por IgG en el torrente sanguíneo, lo cual previene el progreso de la infección por poliovirus a una viremia y protege a las neuronas motoras. Con esto, se elimina el riesgo de la polio bulbar y del síndrome pospolio. Sin embargo, debido a que no hay protección a nivel de la mucosa del intestino, las personas que han recibido la vacuna Salk pueden ser portadoras de la enfermedad y contagiar a individuos no vacunados; debido a esto, algunos países han prohibido su uso.
La vacuna inactivada (Salk) se administra mediante inyección intramuscular, al igual que los vacunas para otras enfermedades.

### Vacuna Sabin

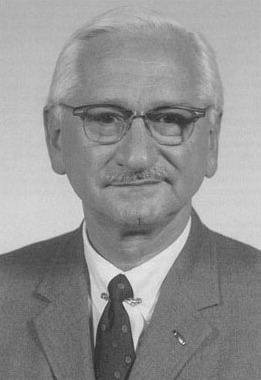
Albert Sabin

La vacuna Sabin es una vacuna de virus vivos atenuados que se produce por el paso del virus por células no humanas a temperaturas inferiores a la temperatura fisiológica, lo que provoca mutaciones espontáneas del genoma viral. 
La variedad Sabin 1 atenuada se distingue del serotipo Mahoney, su variedad madre, por 57 mutaciones puntuales con sustituciones de nucleótidos. La variedad Sabin 2 atenuada tiene 2 sustituciones mientras que la Sabin 3 atenuada tiene 10. El factor común a estas tres vacunas y el principal responsable de la atenuación del virus es una mutación localizada en el sitio de entrada del ribosoma viral interno que altera la capacidad del virus de traducir su ARNm en la célula huésped.
La vacuna Sabin de virus atenuados se replica de forma eficiente en el intestino, la puerta de entrada al organismo, pero no puede replicarse de forma eficiente en el tejido del sistema nervioso. 
La vacuna Sabin es superior en cuanto a la facilidad de administración y produce inmunidad a mayor plazo que la vacuna Salk. A pesar de que la vacuna Salk redujo de forma importante la incidencia de polio, fue la vacuna Sabin la que permitió la eliminación completa del poliovirus salvaje en Estados Unidos.
La ventaja de la vacuna Sabin frente a la vacuna Salk es que las personas vacunadas con la vacuna Sabin quedan inmunes a la poliomielitis y no son portadoras, mientras que las personas vacunadas con la vacuna Salk quedan inmunes a la polimielitis, pero pueden contagiar a personas no vacunadas (son portadoras). Por este motivo, algunos países utilizan solamente la vacuna Sabin.
La vacuna atenuada (Sabin) se administra por vía oral.

## Comparación de las vacunas contra la poliomielitis

### Eficacia
Una vacuna funciona al exponer un inmunógeno ante el sistema inmune para desatar una respuesta, lo que se conoce como inmunización. La eficacia de una vacuna se define por la inmunidad que aporta una vacuna contra una infección y a menudo se mide por medio de la detección de anticuerpos protectores en la sangre.
El desarrollo de inmunidad ante la polio bloquea la transmisión de persona a persona del poliovirus salvaje, de tal forma que protege tanto a quien recibe la vacuna como a sus contactos. Debido a que no hay un estado de portador de largo plazo en individuos inmunocompetentes, los poliovirus no tienen un reservorio no primate en la naturaleza, y la sobrevida del virus en el ambiente depende esencialmente de la transmisión de persona a persona. Es decir que, al interrumpir la transmisión del virus mediante la vacunación, el virus no sobrevive en el ambiente. Este es el paso más importante en la erradicación de la poliomielitis.
Tras dos dosis de vacuna de virus inactivados o vacuna Salk, al menos el 99 % de los individuos desarrollan anticuerpos contra los 3 serotipos de poliovirus y más del 99 % son inmunes ante los poliovirus con tres dosis.
Una dosis única de vacuna de virus vivos atenuados o vacuna Sabin produce inmunidad contra los tres serotipos de poliovirus en el 50 % de los individuos. Tres dosis de vacuna de virus atenuados llevan a la generación de anticuerpos protectores contra los tres serotipos en más del 95 % de los individuos. 
La inmunidad generada por la OPV probablemente sea de por vida, mientras que la duración de la inmunidad generada por la IPV se desconoce, aunque se cree que brinda protección por varios años.

### Vía de administración

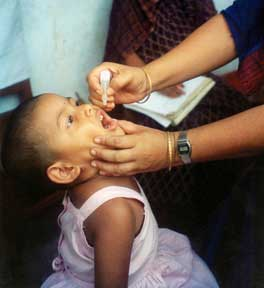
Administración de vacuna OPV o Sabin.

La ventaja que presenta la vacuna de virus vivos atenuados o vacuna Sabin es principalmente en relación con su vía de administración, ya que al vacunar a los individuos por vía oral se emula la infección natural por poliovirus salvajes. Esto permite que el virus atenuado proveniente de la vacuna se replique y genere una respuesta inmunológica a nivel intestinal, sin llegar a replicarse de forma eficiente en el tejido nervioso.
Por la vía de administración de la vacuna Sabin u OPV se logra además una inmunidad de grupo. Los individuos vacunados recientemente liberan virus vivos atenuados en sus heces por algunos días después de la inmunización. Un miembro de la familia que no esté inmunizado, pero que se exponga a este virus puede desarrollar inmunidad por contacto fecal-oral con las heces del individuo vacunado. Esto puede ser contraproducente en el caso de pacientes inmunodeficientes, es decir que tengan alteraciones en el sistema inmunitario que disminuyen su capacidad de respuesta, ya que pueden presentar reversión del estado de atenuación, activación del poliovirus y su replicación en el organismo sin una respuesta inmunológica que frene la infección. Los pacientes inmunodeficientes expuestos al poliovirus por medio de inmunidad por contacto pueden presentar complicaciones a causa de la vacuna.
Debido a que la vacuna de virus inactivados o vacuna Salk se administra inyectada por vía intramuscular, produce menor inmunidad a nivel intestinal. Por ello, es más probable que una persona que ha recibido una vacuna de virus inactivados o IPV se infecte al contacto con poliovirus salvajes presentes en el medio ambiente.

### ¿Qué vacuna emplear?
La diferencia en la generación de las respuestas inmunológicas contra el poliovirus determina en qué lugares y bajo qué situaciones se emplea cada vacuna.
En regiones en donde todavía existe poliovirus salvaje en el medio ambiente, es decir, en los países en donde aún no se ha erradicado la poliomielitis, se prefiere la vacuna oral, debido a que genera una mejor respuesta inmunológica contra el poliovirus salvaje y a la facilidad de administración de forma masiva en campañas de vacunación. Una de las principales limitaciones de esta vacuna es que tiene requerimientos estrictos en cuanto a su transporte y almacenamiento, lo cual representa un problema en regiones con temperaturas altas o en zonas aisladas. En las campañas de vacunación en las que se administra la vacuna oral u OPV, se transportan los viales en una hielera que se debe mantener a una temperatura de entre 2 y 8 °C. La dosis de OPV es de dos gotas por vía oral.
En regiones en donde ya no existe poliovirus salvaje en el medio ambiente, es decir países en donde la poliomielitis está erradicada, se prefiere la vacuna de virus inactivados o IPV. La respuesta inmunológica generada por la IPV es menor a nivel intestinal, por lo que brinda menor protección ante una infección natural por poliovirus. Además, la administración de la IPV es inyectada por vía intramuscular lo que la hace más complicada en campañas de vacunación masiva. La preferencia de la IPV por encima de la OPV en los países sin poliomielitis salvaje se debe a que la vacuna oral u OPV puede causar complicaciones por la reversión de la atenuación y activación del virus. En países en donde el riesgo de padecer poliomielitis por poliovirus salvaje, es decir por contagio e infección de la enfermedad y no como complicación de la vacunación, es prácticamente nulo se prefiere la vacunación con virus inactivados o IPV debido a que el riesgo de presentar la enfermedad por la vacunación es mayor al riesgo de presentar la enfermedad por infección natural.

## Polio iatrogénica o inducida por la vacuna
La complicación más importante que presenta la vacuna oral, Sabin u OPV es que los virus atenuados pueden revertir su estado y volverse virulentos. La enfermedad clínica causada por el poliovirus derivado de la vacuna es indistinguible de la provocada por poliovirus salvajes. 
La tasa de poliomielitis paralítica asociada a vacuna varía en función de la región, pero se calcula que se presenta en un caso por cada 750 000 individuos que reciben la vacuna. Es más probable que se presente en adultos que en niños y en sujetos inmunodeficientes, especialmente con alteraciones de los linfocitos B como agammaglobulinemia primaria o hipogammaglobulinemia, ya que hay una disminución del número de anticuerpos en la sangre. El riesgo en niños inmunocomprometidos es cerca de 7000 veces mayor que el de niños sanos.
Se han reportado brotes de poliomielitis por poliovirus derivado de la vacuna en Bielorrusia (1965–1966), Egipto (1983–1993), La Española (2000–2001), Filipinas (2001), Madagascar (2001–2002) y en Haití. En el 2006 se reportó un brote en China y se han reportado casos en Camboya (2005-2006), Birmania (2006-2007), Irán (1995, 2005-2007), Siria, Kuwait y Egipto, mientras que en el norte de Nigeria hubo 69 reportados en el 2007. 
La Organización Mundial de la Salud considera que los beneficios de la vacunación en contra de la poliomielitis sobrepasan por mucho los riesgos. La poliomielitis iatrogénica no se presenta en la vacunación con IPV debido a que estos virus están muertos y no vivos, pero atenuados.

## Esquema de vacunación

### Estados Unidos
La primera dosis de la vacuna de poliomielitis se da poco tiempo después del nacimiento, usualmente entre el mes y los dos meses de vida, con una segunda dosis a los 4 meses. La tercera dosis se da entre los 6 y 18 meses y un refuerzo entre los 4 y los 6 años. 
La vacuna empleada en Estados Unidos es la IPV o Salk, ya que se descontinuó el uso de la OPV o Sabin en el 2000. En el 2002, salió al mercado Pediarix, una vacuna pentavalente que contiene 5 componentes, es decir la vacuna contra difteria, tétanos, pertussis, hepatitis B y poliomielitis.

### Reino Unido
El esquema es el mismo que en Estados Unidos con las dos primeras dosis a los 2 y 4 meses, la tercera entre los 6 y 18 meses y un refuerzo entre los 4 y los 6 años. La vacuna empleada es la IPV o Salk, descontinuándose el uso de la OPV o Sabin en el 2004. Existe una vacuna de poliomielitis en la que se combina con las vacunas contra tétanos, difteria, pertussis y Haemophilus influenzae tipo b.

### México
Se aplica la vacuna contra la poliomielitis a los 2, 4 y 6 meses con un refuerzo a los 18 meses. El esquema de vacunación en México fue modificado en 2018 para reemplazar la administración de OPV o Sabin por IPV o Salk debido al riesgo de poliomielitis iatrogénica. Se descontinuo el uso de OPV en 2020. 
Las vacunas IPV o Salk disponibles son de Glaxo Smith Kline y Aventis.
y tienen una presentación combinada llamada hexavalente acelualr, con otras vacunas que también se administran en el primer año de vida, como la vacuna DPT (difteria, tosferina y tétanos), la vacuna contra Haemophilus influenzae b o la vacuna contra Hepatitis B.

### Chile
No hay casos desde 1975 y en 1994 la Comisión Internacional para la Certificación de la Erradicación de la Poliomielitis declaró la inexistencia de esta enfermedad para toda América. Si bien no se han presentado casos de poliomielitis desde 1975, se mantiene la vigilancia sindromática de toda parálisis fláccida aguda para detectar y asegurar que no existen casos de esta enfermedad, ya que aún no se encuentra erradicada del mundo. La vacuna es administrada a todos los niños a los dos, cuatro, seis y 18 meses.

### España
El 21 de junio de 2002, la Organización Mundial de la Salud (OMS) declaró a la región europea (incluyendo a España) como zona libre de poliomielitis. En consecuencia, se abandonó el uso de la vacuna atenuada (Sabin) y, desde 2004, se acordó el uso exclusivo de la vacuna inactivada (Salk) (IPV es el acrónimo del término inglés inactivated polio vaccine).
En el contexto del Plan Integral de Erradicación de la Polio se incluye la vacunación antipoliomielitis en los calendarios de vacunación infantil, con 3 dosis en el primer año de vida (2, 4 y 6 meses de edad) y una cuarta dosis a los 18 meses. Las presentaciones comerciales disponibles son: vacuna inactivada monocomponente (bajo petición especial) y como parte de las vacunas combinadas (hexavalente y pentavalente).

### Argentina
En Argentina se modificó de esquema de la vacunación contra la poliomielitis. Este inicio en junio del 2020. Desde ese entonces, el nuevo esquema consta de 3 dosis y un refuerzo de IPV (Salk) a los 2, 4 y 6 meses de edad y al ingreso escolar. La inversión para garantizar la estrategia asciende a 17,5 millones de dólares para la adquisición de 2 800 000 de dosis destinadas a 700 000 niños por año.

## Desarrollo de la vacuna contra la poliomielitis

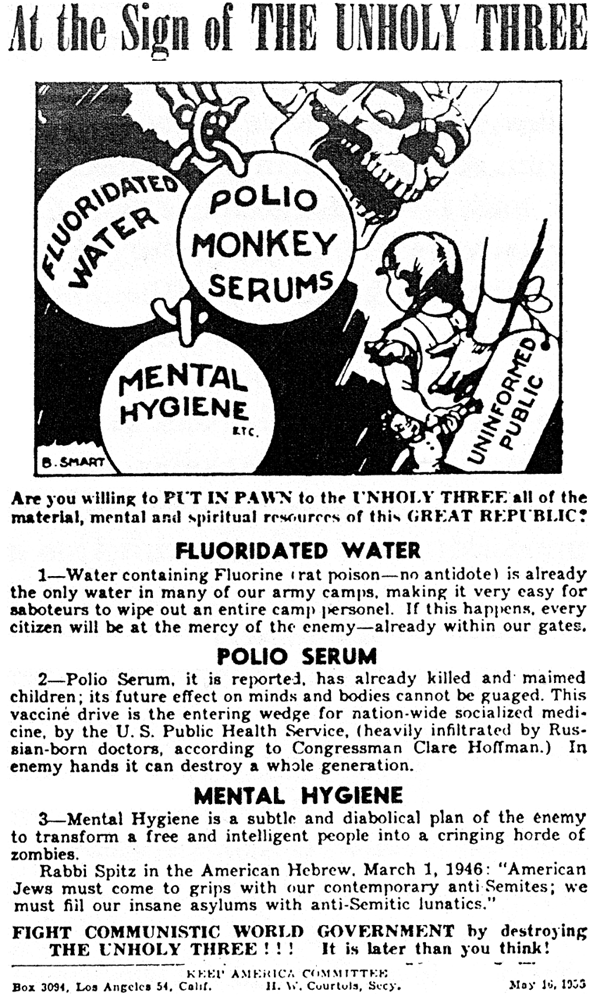
Cartel estadounidense en los años 1950 en contra la fluoración del agua potable, la vacuna contra la poliomielitis, la Alaska Mental Health Enabling Act y un gobierno mundial de tipo comunista.

En 1936, Maurice Brodie un asistente de investigación de la Universidad de Nueva York trató de producir una vacuna contra la poliomielitis a partir de virus inactivados por formaldehído procedentes de médula espinal de mono. Sus intentos iniciales fueron limitados por la dificultad de obtener una cantidad suficiente de virus. Brodie probó la vacuna sobre sí mismo y en varios de sus asistentes. Posteriormente le administró la vacuna a 3000 niños, de los cuales muchos desarrollaron reacciones alérgicas, pero ninguno desarrolló inmunidad ante la poliomielitis.
John Kollmer, un patólogo de Filadelfia afirma haber desarrollado una vacuna en ese mismo año, pero que no produjo inmunidad y fue acusada de ser la responsable de un número de casos de poliomielitis, algunos de ellos fatales.
En 1948 se publicó un artículo del equipo de la Universidad Johns Hopkins formado por Isabel Morgan, David Bodian y Howard A. Howe, sobre la vacunación de chimpancés con virus inactivado, que pudieron resistir posteriormente las inyecciones con altas concentraciones de poliovirus vivo. Fue la primera evidencia experimental de la existencia de una vacuna contra la polio.
También en 1948, un grupo dirigido por John Enders en el Children's Hospital de Boston cultivó exitosamente poliovirus en tejido humano en el laboratorio. Este logro facilitó la investigación de la vacuna contra la poliomielitis y en algún momento permitió el desarrollo de vacunas contra la polio. Enders y sus colegas, Thomas H. Weller y Frederick C. Robbins, fueron reconocidos por su labor con un Premio Nobel de Fisiología o Medicina en 1954. 
Otros descubrimientos importantes que llevaron al desarrollo de las vacunas contra la polio fueron:
- La identificación de tres serotipos de poliovirus (poliovirus tipo 1 (PV1 o Mahoney), PV2 (Lansing), y PV3 (Leon));
- La identificación de la necesidad de presencia del virus en la sangre para producir parálisis;
- La demostración de que la administración de anticuerpos bajo la forma de gamaglobulina protege contra la polio paralítica.

En 1952 y 1953, hubo un brote de entre 58 000 y 350 000 casos de polio en Estados Unidos, por encima de los usuales 20 000 casos anuales. Durante esta epidemia de polio, los laboratorios farmacéuticos, tales como los laboratorios Lederle en Nueva York, invirtieron millones de dólares en encontrar y lanzar al mercado una vacuna.
El virólogo e inmunólogo polaco Hilary Koprowski, que trabajaba en Lederle, afirma haber creado en 1950 la primera vacuna contra la poliomielitis que tuvo resultados positivos. Sin embargo, su vacuna, una vacuna oral de virus vivos atenuados, se encontraba todavía en fases de investigación y no iba a estar lista para lanzarse al mercado sino hasta 5 años después de que la vacuna de Jonas Salk (una vacuna inyectable de virus muertos) alcanzara el mercado. Las muestras de virus atenuados que empleó Albert Sabin para crear su vacuna oral contra la polio le fueron dadas por Hilary Koprowski. La vacuna de Koprowski finalmente se probó, pero los resultados fueron un fracaso. Después de que el virus atenuado penetraba al organismo, a veces se revertía a un estado virulento. Sin embargo, entre 1957 y 1960, se hicieron pruebas a gran escala en el Congo con resultados controvertidos.

### Vacuna Salk de virus inactivados
La primera vacuna contra la poliomielitis que tuvo resultados positivos fue desarrollada en 1952 por Jonas Salk en la Universidad de Pittsburgh. 
La vacuna Salk fue autorizada en 1955 y se iniciaron inmediatamente campañas de vacunación para niños. En 1954, se probó la vacuna en la Arsenal Elementary School y en la Watson Home for Children en Pittsburgh, Pensilvania. La vacuna Salk se empleó en una prueba llamada el Francis Field Trial, encabezado por Thomas Francis. Este ensayo, que fue el experimento médico más grande en la historia, inició con cerca de 4000 niños en la Franklin Sherman Elementary School en McLean, Virginia y en algún momento involucraría a 1 800 000 niños en 44 estados de Estados Unidos. Al final del estudio, cerca de 440 000 niños recibieron una o más inyecciones de la vacuna, cerca de 210 000 niños recibieron un placebo de medio de cultivo no nocivo y 1 200 000 de niños no recibieron vacuna y sirvieron como el grupo de control para comparar las tasas de polio en este grupo con las de los niños que recibieron las inyecciones. Los resultados fueron anunciados el 12 de abril de 1955 y se determinó que la vacuna Salk había sido efectiva en un 60 a 70 % contra el poliovirus tipo 1, más de 90 % efectiva contra el poliovirus tipo 2 y 3 y efectiva en un 94 % contra el desarrollo de polio bulbar.
Tras una campaña de vacunación en masa promovida por March of the Dimes, una fundación de caridad que en ese momento luchaba contra la parálisis infantil por poliomielitis, el número anual de casos de polio bajó a 5600 para 1957. La vacuna Salk fue empleada en Estados Unidos hasta inicios de los 1960s. Una vacuna Salk con mayor potencia fue autorizada en Estados Unidos en noviembre de 1987 y es actualmente la vacuna de elección en este país.

### Vacuna Sabin de virus vivos atenuados

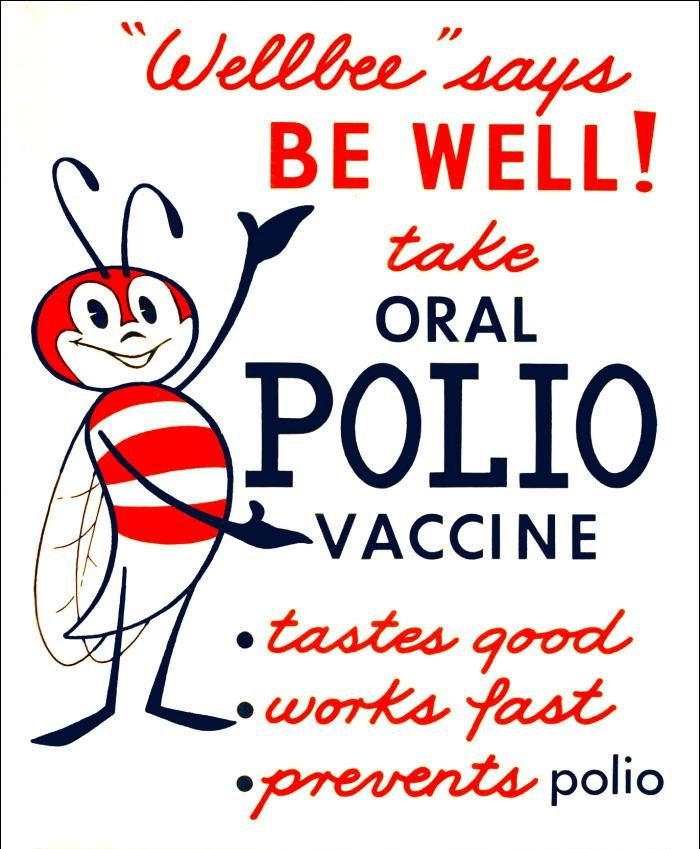
Póster de 1963 con la mascota estadounidense del sistema de salud pública "Wellbee", animando al público a recibir la vacuna Sabin.

Ocho años después del éxito de Salk, Albert Sabin desarrolló la vacuna oral contra la poliomielitis u OPV (oral poliovirus vaccine). En 1961, se autorizó la vacuna oral monovalente contra poliovirus tipo 1 y 2 y en 1962, se autorizó la vacuna oral monovalente contra poliovirus tipo3. En 1963, se autorizó la vacuna Sabin trivalente y se convirtió en la vacuna de elección en Estados Unidos y en otros países del mundo.

### Resultados de la vacunación contra la poliomielitis
Una segunda oleada de campañas de vacunación masiva con Sabin llevó a una disminución aún mayor en el número de casos de polio. La vacuna Salk es responsable de una disminución importante en el número de casos de poliomielitis en Estados Unidos, sin embargo, la vacuna Sabin fue quien permitió posteriormente la erradicación de la enfermedad.
Uno de los últimos casos de poliomielitis paralítica causadas por transmisión endémica del virus salvaje fue en 1979 en los Estados Unidos, cuando ocurrió un brote en miembros de la comunidad Amish en varios estados de la región norcentral de este país.
El último caso endémico de poliomielitis en el continente americano fue en 1991, (el 23-08-1991 en el Perú por un virus salvaje) por lo que se considera a la enfermedad erradicada de América desde 1994.

## Nuevas estrategias en la lucha por la erradicación de la poliomielitis
Actualmente se usa predominantemente la vacuna inactivada (Salk) en la mayoría de los países del mundo. No obstante, en algunas regiones del mundo la poliomielitis sigue estando presente y causando un número de casos y mortalidad; sigue siendo endémica en Afganistán y Pakistán. En estos lugares se usa preferentemente la vacuna oral atenuada (Sabin), pero se han probado con éxito novedosos enfoques con el uso combinado de ambas vacunas.
Desde 2021 hasta 2027 algunas organizaciones de la salud, como la OMS y la Unicef, tienen un proyecto en sus manos. Estrategia de Erradicación de la Poliomielitis (GPEI 2022-2026). Consistiendo en la distribución de unidades inmunitarias a las regiones más afectadas. Algunas de estas regiones son Afganistán y Pakistán, debido a que son los principales puntos de brotes y propagación de la enfermedad. Por lo que una vez que se erradique completamente el virus en estos territorios, no correrán mayores riesgos otros.